# BBC Three
BBC Three je televizní program veřejnoprávní BBC. Vysílá od roku 2003.

## Historie
Předchůdce kanálu BBC Three začal vysílat už 23. září 1998 jako první digitální kanál ve Spojeném království pod názvem BBC Choice. Zprvu vysílal jen mix repríz pořadů z BBC One a BBC Two (například EastEnders) s trochou vlastní tvorby. Od roku 2000 se začal více zaměřovat na mladé lidi.
Samotné plány na BBC Three se zformovaly v září 2002, spolu s plány na BBC Four. BBC přislíbila, že na rozdíl od jeho komerčních rivalů, E4, ITV2 a Sky1, bude nabízet více kulturních pořadů a dokumentů, společně s večerním 15minutovým zpravodajským pořadem, to vše se zaměřením na diváky od 25 do 34 let. Bohužel, tyto plány se, jak se ukázalo, příliš nenaplnily, proto je také kanál často kritizován.[kým?] Nakonec bylo vysílání zahájeno 9. února 2003.

## Pořady
Kanál je zaměřen na mladé lidi ve věku 16–34 let a vysílá či vysílal pořady touto věkovou skupinou oblíbené, jako například Family Guy, Torchwood, Malá Velká Británie, Gavin & Stacey, Two Pints of Lager and a Packet of Crisps, EastEnders a další. Vysílá tedy hlavně komedie, zábavné pořady, sitcomy a drama. Má také svůj zpravodajský pořad 60 Seconds.
Kanál jako takový vysílá jen od 19:00 do 4:00, střídá se s dětským kanálem CBBC.